# Carinigera lophauchena
Carinigera lophauchena is een slakkensoort uit de familie van de Clausiliidae. De wetenschappelijke naam van de soort is voor het eerst geldig gepubliceerd in 1894 door Sturany.